# Zygmunta
Zygmunta – imię żeńskie pochodzenia germańskiego, żeński odpowiednik imienia Zygmunt. Wywodzi się od słów: sigu oznaczającego „zwycięstwo” i munt - „opieka”, czyli ta, której opieka zapewnia zwycięstwo.
W innych językach:
- duński – Sigismunda
- hiszpański – Sigismunda
- włoski – Sigismonda.

Zygmunta imieniny obchodzi 2 maja.